# Anolis kunayalae
Anolis kunayalae es una especie de iguanios de la familia Dactyloidae. Se descubrió la especie en el año 1981 en el Distrito de La Pintada.

## Distribución geográfica
Es una especie endémica de Panamá.